# Пахомов, Александр Иванович
Александр Иванович Пахомов (22 сентября 1918 — 17 марта 1975) — советский художник и педагог, участник Великой Отечественной войны, узник лагерей для военнопленных.

## Биография
Окончил Алатырское художественно-граверное училище (1935–1939). Служил в Красной Армии в Белоруссии (1939–1941). В 1942 году был тяжело ранен и попал в плен, после чего находился в концлагерях Минска, Острув-Мазовецкого (Польша) и в Шталаг IV B/Z Цайтхайна (Германия) (1942–1944), участвовал в сопротивлении в лагере.
В лагере он создал около 200 рисунков, из которых удалось тайно вынести около 100. Часть работ пряталась в тайниках бараков, в том числе в туберкулёзном блоке. Сам Пахомов вынес 21 рисунок, спрятав их в этюднике, ещё 37 рисунков спас его товарищ по подполью Василий Ткаченко. Впервые они были представлены в 1963 г. в клубе Ленинградского завода «Электросила», затем во многих городах СССР и за рубежом. Впоследствии подлинники рисунков хранятся в Центральном музее современной истории России (Москва), Музее политической истории России (Санкт-Петербург), а также в музеях Чувашии и Сочи. 
После освобождения работал в дорожно-комендантском управлении гарнизонного клуба Красной Армии в Австрии. В 1946-1948 гг. преподавал рисование и черчение в Порецкой средней школе, в 1950-1952 гг. – в школе № 121 г. Горький, в 1952-1967 гг. – в школах г. Сочи. Организатор, директор и преподаватель детской художественной школы г. Сочи (1967-1975), которой впоследствии было присвоено его имя. В 1966 году вышла книга Пахомова «Рисунки кровью», где он описал свои воспоминания о лагере, встрече с писателем Степаном Злобиным и сохранении рисунков после войны.